# Vsauce

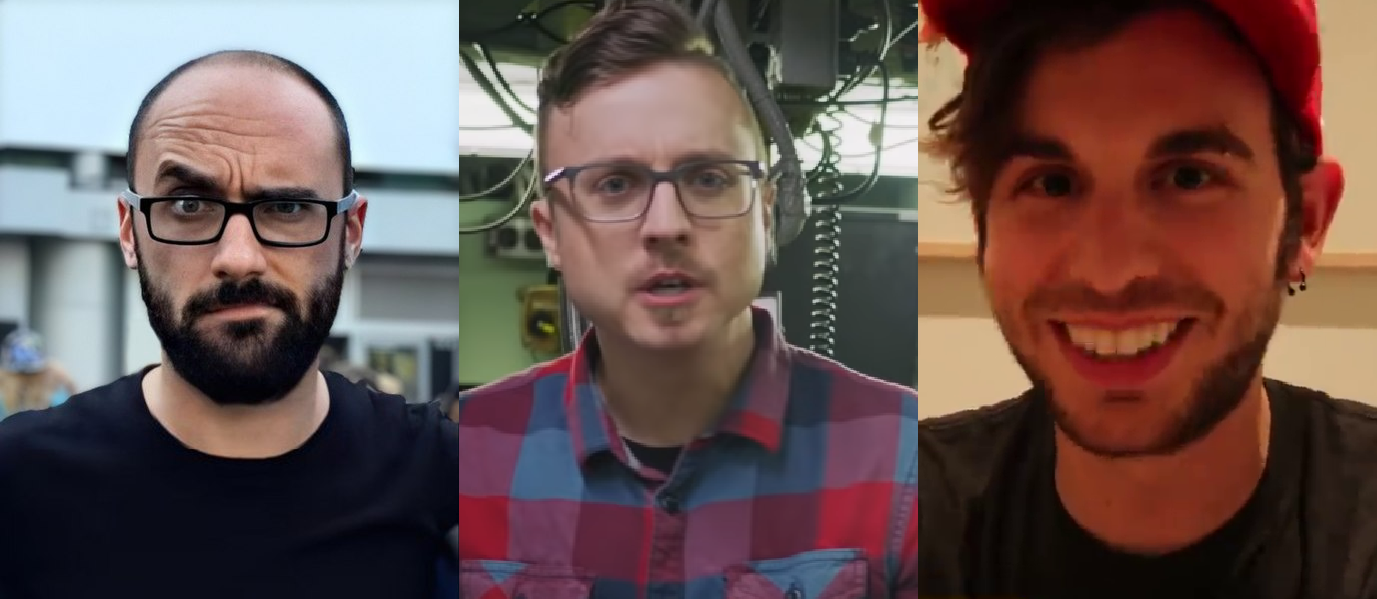
Die Gesichter der drei Vsauce-YouTube-Kanäle: Michael Stevens (Vsauce), Kevin Lieber (Vsauce2) und Jake Roper (Vsauce3).

Vsauce umfasst eine Reihe an YouTube-Kanälen, die von Michael Stevens und anderen YouTubern produziert werden. Die Kanäle sind für ihre vielen, meist wissenschaftlichen, Themengebiete bekannt.

## Geschichte
Der Benutzername Vsauce wurde am 30. Juli 2007 auf YouTube registriert und verblieb zunächst ungenutzt. Am 24. Juni 2010 eröffnete Michael Stevens den Hauptkanal Vsauce. Anfänglich bestand der Kanal aus einer Reihe von Videos über Computerspiele und wurde von verschiedenen Personen moderiert. Mit der Zeit gewannen Themenreihen wie „IMG!“ immer mehr an Popularität und Michael Stevens wurde alleiniger Moderator auf dem Kanal, der sich unter ihm vor allem in den Bereichen Information und Online-Neuigkeiten weiterentwickelte. Besonders die auf Bildung ausgerichteten Videos aus der Themenreihe „DOT“ fanden immer mehr Zuspruch und werden seit dem 9. September 2012 ausschließlich produziert. Der Name VSauce ist nach Aussage aus der 18. Episode von „LÜT“ mit dem „Fake Website Generator“ (www.fakenamegenerator.com) erstellt worden.
Am 7. Dezember 2010 wurde Vsauce2 und am 24. Dezember 2010 Vsauce3 eröffnet. Der Kanal WeSauce wurde am 25. Juli 2012 eröffnet.
Vsauce war einer der am schnellsten wachsenden Youtube-Kanäle des Septembers 2012. Im selben Monat erreichte der Kanal die Zahl von 1 Million Abonnenten. Ebenso tauchte zu dieser Zeit Bill Nye in einem der Videos auf, welches sich um den Witz drehte: „Why did the chicken cross the road?“

## Kanäle

### Vsauce
Der Hauptkanal Vsauce wird von Michael Stevens zum Diskutieren über verschiedenste Themen und Fragen wie beispielsweise „Why do we dream?“ (Warum träumen wir?) oder „How big can a human get?“ (Wie groß kann ein Mensch werden?) genutzt.
Solche Videos wurden auf verschiedenen anderen Internetplattformen publiziert wie beispielsweise in der Huffington Post, CBS, und Gizmodo.

### Vsauce2
Der Kanal Vsauce2 umfasst zwölf verschiedene Segmente, welche alle mit Wissen und Technik zu tun haben. Die zwölf Segmente lauten: BiDiPi, BOAT, FAK, GRUB, Human, LÜT, Mind Blow, Thought Glass, Vsauce2 Leanback, WAC, Weirdos Of The Month und 54321. Kevin Lieber ist der Hauptmoderator dieses Kanals.

### Vsauce3
Vsauce3 befasst sich hauptsächlich mit fiktionalen Themen der Wissenschaft. Zurzeit werden auf diesem Kanal vier verschiedene Kategorien geführt: Fictional World Science, Superhero/Movie Science, Video Game Science und Extreme Science. Moderiert wird dieser Kanal hauptsächlich von Jake Roper.

### D!NG
Der Kanal D!NG (ehemals „DONG“ für Do online now, guys) wird sowohl von Michael Stevens, als auch Kevin Lieber und Jake Roper moderiert. Hier werden Video-Reihen, die zuvor auf den anderen Kanälen produziert wurden, fortgeführt: D.O.N.G., LÜT und Game LÜT. Die Reihe D.O.N.G. behandelt außergewöhnliche Webseiten, LÜT und Game LÜT hingegen handeln von interessanten Produkten und Accessoires, welche im Falle von Game LÜT an Computerspiele angelehnt sind, die in Online-Läden verkauft werden. Der Kanal wurde 2019 zu „D!NG“ umbenannt, da der alte Name „DONG“, laut Youtube-Richtlinien nicht familienfreundlich ist.

### WeSauce
WeSauce ist ein Kanal, der für die Fans von Vsauce erstellt wurde und deren Arbeiten vorstellt. Der Kanal unterhält unter anderem das Segment „Your BiDiPi“.

## Musik
Die meisten Videos der Vsauce-Kanäle greifen bei der Hintergrundmusik auf die Titel von Jake Chudnow zurück. Das wohl am meisten genutzte Stück Chudnows lautet „Moon Men“, dessen instrumentale Version wird bei nahezu jeder Frage Michael Stevens’ an die Zuschauer gespielt.

## Trivia
Auf dem Kanal D!NG zählt Michael Stevens in dem Video "Michael Says Prime Numbers for 3 Hours" drei Stunden lang alle Primzahlen bis 30941 auf.

## Nachweise
1. ↑  What is Vsauce? In: THNKR TV. YouTube, 20. November 2012, abgerufen am 21. November 2012.
2. 1 2  Eric Limer: What Is the Hottest Temperature Anything Can Be? Gizmodo, 30. September 2012, abgerufen am 1. Oktober 2012.
3. ↑  Rocco Penn: If everyone jumped at once, not much would happen. Techi, 19. August 2012, abgerufen am 18. September 2012.
4. ↑  Phil Plait: Jump! Discover Magazine, 25. August 2012, archiviert vom Original am 12. September 2012; abgerufen am 9. September 2012.  Info: Der Archivlink wurde automatisch eingesetzt und noch nicht geprüft. Bitte prüfe Original- und Archivlink gemäß Anleitung und entferne dann diesen Hinweis.
5. ↑  Mark Russell: How Much Does the Internet Weigh? Newser, 6. November 2011, abgerufen am 9. September 2012.
6. ↑  Sean Ludwig: The spacebar is pressed 6M times a second & other crazy typing facts (video). Venture Beat, 22. Juli 2012, abgerufen am 18. September 2012.
7. ↑  Vsauce about. In: Vsauce. YouTube, abgerufen am 13. August 2014.
8. ↑  Ed Carrasco: YOUTUBE’S VSAUCE HAS THE SPECIAL INGREDIENTS TO MAKE SCIENCE VIRAL [INTERVIEW]. New Media Rockstars, 14. September 2012, abgerufen am 18. April 2013.
9. ↑  Vsauce videos. In: Vsauce. YouTube, abgerufen am 18. April 2013.
10. ↑  MAKE YOUR CAT A DJ -- and more! LÜT #18. In: Vsauce. YouTube, abgerufen am 2. April 2014.
11. ↑  Vsauce2 about. In: Vsauce2. YouTube, abgerufen am 13. August 2014.
12. ↑  Vsauce3 about. In: Vsauce3. YouTube, abgerufen am 13. August 2014.
13. ↑  WeSauce about. In: WeSauce. YouTube, abgerufen am 19. April 2013.
14. ↑  Elayna Seguin: Top 5 Rapidly Growing YouTube Channels. In: East Side Newspaper. My High School Journalism, 15. September 2012, archiviert vom Original am 15. April 2013; abgerufen am 15. September 2012.
15. ↑  Ed Carrasco: YouTube’s Vsauce Has The Special Ingredients to Make Science Viral [INTERVIEW]. New Media Rockstars, 14. September 2012, abgerufen am 15. September 2012.
16. ↑  Simon Usborne: How to explain absolutely anything: Academics pick apart mysteries of the cosmos on YouTube. The Independent, 30. Januar 2013, abgerufen am 3. Februar 2013.
17. ↑  Amanda Walgrove: Vsauce And Bill Nye Dissect The Classic Joke, ‘Why Did The Chicken Cross The Road?’ What’s Trending, 17. September 2012, archiviert vom Original am 28. September 2013; abgerufen am 29. April 2013.
18. ↑  Paul Sawers: Beyond dogs on skateboards: How Vsauce is building a YouTube business and brand. The Next Web, 15. April 2013, abgerufen am 17. April 2013.
19. ↑  Michael Stevens: YouTube educator. TED-Ed, abgerufen am 29. April 2013.
20. ↑  Daniel Hurwitz: TV on the Web: Why are there limits on human size? USA Today, 16. April 2013, abgerufen am 19. April 2013.
21. ↑  The 5-second rule for dropped food is dangerously optimistic. MSN, 2. Dezember 2012, archiviert vom Original am 5. Dezember 2012; abgerufen am 18. April 2013.
22. ↑  Jacqueline Howard: What If Everyone On Earth Jumped At Same Time? (VIDEO). The Huffington Post, 26. August 2012, abgerufen am 9. September 2012.
23. ↑  'A Defense Of Comic Sans': Vsauce Gives History Of The World’s Most Hated Font (VIDEO). The Huffington Post, 13. Februar 2013, abgerufen am 24. März 2013.
24. ↑  Bailey Johnson: How hot can it get? CBS, 1. Oktober 2012, abgerufen am 10. Oktober 2012.
25. ↑  Watch: Why do humans have two nostrils? In: SciTech. CBS, abgerufen am 21. November 2012.
26. ↑  Kyle Wagner: Guns in Space, and How to Kill Our Sun. Gizmodo, 27. August 2012, abgerufen am 22. September 2012.
27. ↑  Eric Limer: How Many Pictures Have Ever Been Taken? Gizmodo, 10. November 2012, abgerufen am 21. November 2012.
28. ↑  Casey Chan: The Science of Being in the Friend Zone. Gizmodo, 10. Januar 2013, abgerufen am 3. Februar 2013.
29. ↑  Dave Metzener: Vsauce, Vsauce2 & Vsauce3 – YouTube Channels. Metzener, 31. März 2013, abgerufen am 19. April 2013.
30. ↑  Michael Stevens: How Much Money is There on Earth? (Chudnow’s name appears in video’s description). In: Vsauce. YouTube, 23. April 2013, abgerufen am 29. April 2013.
31. ↑  Michael Says Prime Numbers for 3 Hours. Abgerufen am 22. März 2022 (deutsch).